# Puellina egretta
Puellina egretta är en mossdjursart som beskrevs av Ryland och Hayward 1992. Puellina egretta ingår i släktet Puellina och familjen Cribrilinidae. Inga underarter finns listade i Catalogue of Life.